# Anagallis alternifolia
Anagallis alternifolia är en viveväxtart som beskrevs av Antonio José Cavanilles. Anagallis alternifolia ingår i släktet Anagallis och familjen viveväxter. Utöver nominatformen finns också underarten A. a. repens.